# Hanni Ossott
Hanni Ossott (Caracas, 3 de Fevereiro de 1946 – ibidem 31 de Dezembro de 2002) foi uma poetisa, ensaísta e tradutora venezuelana.
Estudou na Universidade Central da Venezuela, onde foi também professora.

## Prêmios
- Premio Ramos Sucre
- Premio Lazo Martí